# Gileard Nascimento Borges
Gileard Nascimento Borges (São Luís, 30 de maio de 1996) é um futebolista brasileiro, nascido no estado do Maranhão, que atua como atacante. Atualmente, joga pelo Bragantino Clube do Pará.

## Carreira
Gileard iniciou sua carreira nas categorias de base do Maranhão Atlético Clube, destacando-se como uma promessa local. Em 2015, foi promovido ao time principal, onde permaneceu até 2018. Durante sua passagem, teve uma temporada de destaque em 2016, marcando 7 gols em 11 jogos. Em 2020, transferiu-se para o Clube Atlético Tubarão, onde disputou o Campeonato Catarinense. No ano seguinte, teve uma breve passagem pelo futebol chinês, atuando pelo Jiangxi Beidamen na China League One.
Retornou ao Brasil em 2023 para defender novamente o Maranhão Atlético Clube, contribuindo para a conquista do Campeonato Maranhense. Em 2024, assinou com o Bragantino Clube do Pará, participando do Campeonato Paraense e da Série D do Campeonato Brasileiro. Durante sua passagem pelo Águia de Marabá FC, destacou-se ao marcar três gols em três partidas, sendo fundamental na primeira vitória do clube na Série D.

## Estatísticas de carreira
* Atualizado até 20 de abril de 2025.
| Temporada | Clube           | Competição          | Jogos | Gols |
| --------- | --------------- | ------------------- | ----- | ---- |
| 2024      | Águia de Marabá | Série D             | 3     | 3    |
| 2024      | Águia de Marabá | Campeonato Paraense | 5     | 2    |
| Total     | Total           | Total               | 8     | 5    |

## Títulos
- Campeonato Maranhense: 2023 (Maranhão Atlético Clube)